# ألويسيوس س. غالفن
ألويسيوس س. غالفن (بالإنجليزية: Aloysius C. Galvin)‏ هو عسكري أمريكي، ولد في 15 يناير 1925 في بالتيمور في الولايات المتحدة، وتوفي في 23 نوفمبر 2007 في واشنطن العاصمة في الولايات المتحدة بسبب سرطان.